# Benoist type XIV

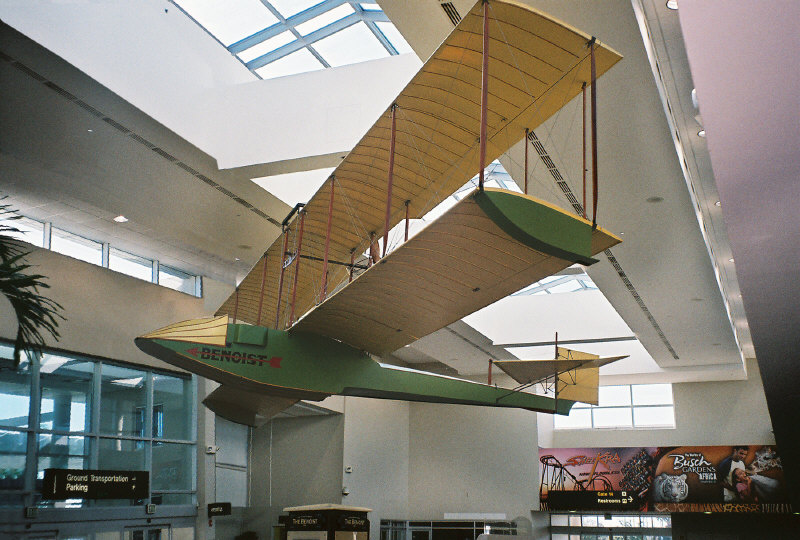
Benoist XIV replica

Le Benoist type XIV est un hydravion à coque américain apparu au début du XXe siècle et qui demeure dans l'histoire comme le premier aéronef à avoir réalisé un vol commercial. Il marque donc une étape importante dans l'histoire de l'aviation civile.

## Histoire
Le Benoist type XIV est né de la volonté de deux aviateurs, les Américains Thomas Benoist et Paul Fansler, de développer un hydravion ayant la capacité de transporter un passager sur une distance courte ou moyenne. S'appuyant sur les travaux de Curtiss ils développèrent un appareil biplan qu'ils vendirent immédiatement à la petite compagnie aérienne spécialement créée pour l'occasion, la St Petersburg-Tampa Airboat Line qui avait, comme son nom l'indique, pour rôle de relier entre elles les villes de St. Petersburg et Tampa, toutes deux situées en Floride
Alors que la compagnie avait été créée en janvier 1913, le premier vol commercial du type XIV intervint le 1er janvier 1914.
Le pilote Anthony Jannus emmena donc son passager, M. Pheil, maire de la ville de St Petersburg à Tampa, distante de 29 kilomètres en seulement 23 minutes. Pour ce vol historique M. Pheil déboursa la somme de 400 dollars US tandis que ceux-ci étaient ensuite commercialisés à cinq dollars seulement.
Par la suite la compagnie aérienne acquit la totalité des type XIV et les exploita jusqu'en avril 1914, transportant un total de 1 204 passagers, soit la capacité de trois Airbus A340-600 actuels. 

## Caractéristiques techniques
L'hydravion Benoist type XIV faisait appel à une architecture type biplan entoilé, construit en bois et contreplaqué avec empiècements en métal. Sa propulsion faisait appel à un moteur Roberts d'une puissance de 75 ch entraînant une hélice propulsive bipale en bois. Le pilote et son passager prenaient place dans un cockpit biplace à l'air libre jouant aussi le rôle de cabine. Deux flotteurs additionnels venaient stabiliser l'appareil lors des phases de déjaugeage et d'amerrissage. 

## Survivants
Si aucun Benoist type XIV ne semble avoir réussi à atteindre le XXIe siècle, il faut remarquer que l'aéroport de St. Petersburg expose en permanence une réplique dans son aérogare.

## Sources bibliographiques
- (en) Stewart Wilson, Airliners of the world, Fyshwick, Australia, Aerospace Publications, 1999, 176 p. (ISBN 1-875671-44-7)
- Alain Pelletier, Les Avions de ligne américains des origines à nos jours, Clichy (92), Éditions Larivière, 2008 (ISBN 978-2-84890-128-2)
- Jacques Legrand, Chronique de l'aviation, Paris, Éditions Chronique, 1991 (ISBN 2-905969-51-2)